# Mañanas
Mañanas es el segundo corte difusión del disco homónimo de la banda argentina de Hardcore melódico, Shaila.
- Datos: Q9030881